# 越南國家電視台國際頻道
越南国家电视台第四套节目•国际频道（VTV4）是越南国家电视台的一条面向全世界播出的国际卫星频道，2000年4月27日开播。该频道服务对象为在越外籍人士和在海外的越南人，内容包括新闻、当地活动、儿童节目、越南文化、旅游等介绍。该频道全天24小时以越南语、英语、汉语、法语、俄语和日语播出。

## 历史
1995年1月1日，越南电视台第四套节目开始对外试播，通过俄罗斯Gorizont 24卫星播出。每天播出1个小时节目 (河内时间21:45-22:45)。
1998年1月1日，频道切换为在Measat 1卫星播出，并由Thaicom 3卫星转送。同年3月31日，该频道增加播出时间，每天播出4个小时节目 (河内时间00:00-04:00)。
2000年4月27日，VTV4正式向全球播出。
2002年初，该频道再一次增加播出时间，每天播出8个小时节目 (河内时间00:00-08:00)，并在Thaicom 3卫星每天08:00-24:00重播本频道的节目。同年8月5日改为全天候播出。
2018年4月1日，VTV4在越南境外卫星平台停播，在其他平台继续播送。